# Глоссоп
Глоссоп (англ. Glossop) ― рыночный город в Хай-Пик, Дербишир, Англия, находящийся в 15 милях (24 км) к востоку от Манчестера, в 24 милях (39 км) к северо-западу от Шеффилда и в 32 милях (51 км) к северу от графства Мэтлок, недалеко от границ Дербишира с Чеширом, Большим Манчестером, Южным Йоркширом и Западным Йоркширом. Он находится между 150 и 300 метрами (492 и 984 фута) над средним уровнем моря и ограничен национальным парком Пик-Дистрикт на юге, востоке и севере.
Исторически название Глоссоп относится к маленькой деревушке, которая дала свое название древнему приходу, записанному в Книге Страшного суда 1086 года, а затем поместью, подаренному Вильгельмом I Уильяму Певерелу. В 1866 году был создан муниципальный район, а в составе двух округов местного самоуправления ― городское поселение. Район, ныне известный как Глоссоп, примыкает к деревням, которые раньше назывались Глоссопдейл, на землях герцога Норфолка. Первоначально центр обработки шерсти, Глоссоп быстро расширился в конце 18-го века, когда начал фокусироваться на производстве ситца, грубого хлопка и стал мельничным городом со многими часовнями и церквями. Основной его деятельностью являлась хлопчатобумажная промышленность.
В архитектурном отношении в городе преобладают здания, построенные из местного песчаника. Здесь сохранились две бывшие хлопчатобумажные фабрики и железнодорожный виадук Динтинг. Глоссоп имеет транспортное сообщение с Манчестером, что делает этот район популярным для пассажиров пригородных поездов.

## Климат
Глоссоп имеет умеренный морской климат, как и большая часть Британских островов, с относительно прохладным летом и мягкой зимой. В течение всего года выпадают регулярные, но, как правило, небольшие осадки. Глоссоп имеет историю внезапных наводнений, самое последнее из которых произошло в 2002 году, когда Хай-стрит-Уэст была затоплена на глубину 3 фута (0,9 м).

## Демография
| Население Глоссопа | 3,625 | 4,012* | 6,212 | 9,631 | 14,577 | 19,587 | 21,000 | 20,673 | 19,574 | 22,416 |
| Глоссоп и Чарльзворт | 2,759 | 4,012* | 5,135 | 7,897 | 12,569 | 17,454 | 19,126 | 18,508 | 21,393 | 23,493 |
| Source:A Vision of Britain through Time Source:Small Town Politics, 1959, A.H.Birch. pub OUP * Data set includes Chisworth and Ludworth |       |        |       |       |        |        |        |        |        |        |

| Население                               | 21,520 | 21,688 | 20,531 | 19,509 | estimate 23,500 | 18,994 | 17,500 | 24,272 | 32,428 |
| Source:A Vision of Britain through Time |        |        |        |        |                 |        |        |        |        |

## Экономика
Глоссоп известен своей хлопчатобумажной промышленностью. Экономика Глоссопа была тесно связана с прядильной и ткацкой традицией, возникшей в результате развития текстильного производства во время промышленной революции. До Первой мировой войны в Глоссопе располагалась штаб-квартира международной бумажной империи, крупнейшая в мире ситцевая типография, большой отбеливающий завод и шесть прядильных комбинатов с более чем 600 000 шпинделей и 12 000 ткацких станков. В 1920—е годы эти фирмы были переведены на легкодоступный акционерный капитал ― таким образом, они стали жертвами краха фондового рынка в 1929 году.
На главной улице расположено множество магазинов, ресторанов и закусочных.
Глоссоп расположен недалеко от границ Пик-Дистрикт. Местная экономика выигрывает от многих тысяч туристов, которые посещают парк каждый год.

## Галерея
- Римско-католическая часовня Всех Святых
- Черч-стрит в Старом Глоссопе
- Городская ратуша Глоссопа
- Розовый сад усадебного парка
- Доска объявлений у въезда на Северную дорогу в Говард - парк
- Норфолк-сквер, напротив ратуши